# Fujio Akatsuka
Fujio Akatsuka (jap. 赤塚 不二夫, Akatsuka Fujio, wirklich 赤塚 藤雄 bei gleicher Lesung; * 14. September 1935 in Mandschukuo (heute: Volksrepublik China); † 2. August 2008 in Tokio) war ein japanischer Manga-Zeichner. Er war einer der wichtigsten Vertreter des Gag-Manga und trug maßgeblich zu dessen Erfolg bei.

## Biografie
Akatsuka wurde als Sohn eines Offiziers bei der Militärpolizei in der von Japan besetzten Mandschurei (Mandschukuo) geboren. Während seiner Kindheit vertraute seine Mutter ihn wegen ihrer Armut Verwandten an.

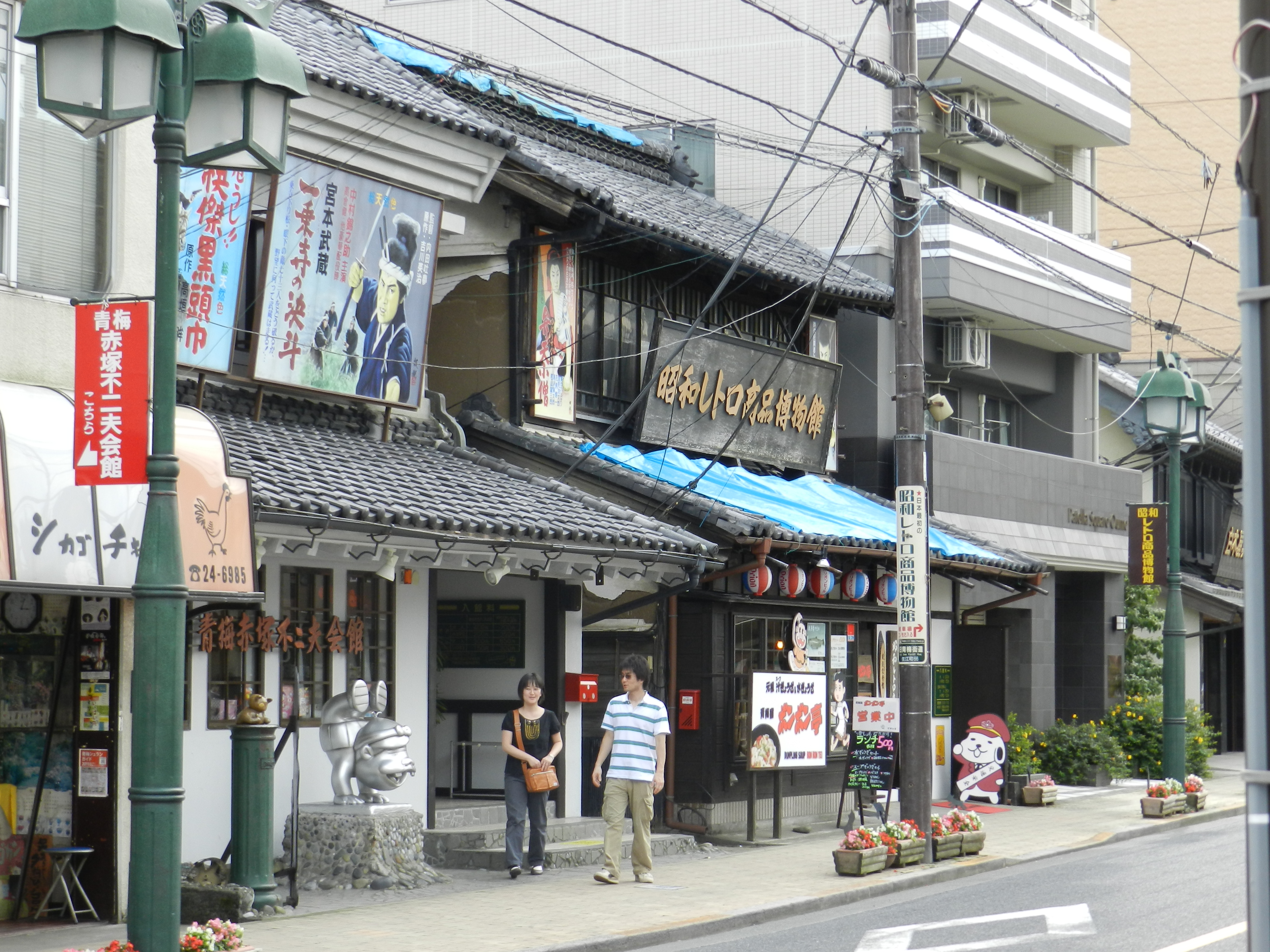
Das Fujio Akatsuka Museum in Ōme

In den 1950er Jahren arbeitete er in einem Tokioter Chemiewerk und zeichnete in seiner Freizeit Comics, die er an das Manga-Magazin Manga Shōnen schickte, das zu dieser Zeit eine Plattform für junge Manga-Zeichner bot. Gemeinsam mit Shōtarō Ishinomori, Hideko Mizuno und anderen lebte er in der Wohngemeinschaft Tokiwasō, die ein Treffpunkt für die Schüler Osamu Tezukas war. Seine Karriere als Comiczeichner begann Akatsuka bei Leihbüchereien (Kashihonya), in denen er 1956 unter dem Titel Arashi o koete seinen ersten Manga herausbrachte. Diese ersten Werke waren für junge Mädchen konzipiert. Obwohl er sich in diesem Genre nicht wohlfühlte, kreierte er einige Jahre weiterhin Shōjo-Manga.
Seinen Durchbruch hatte der Zeichner 1962 mit Osomatsu-kun, der im Shōnen Sunday erschien. Diesen und zahlreiche folgende Gag-Manga, die unter dem Einfluss amerikanischer Filme von beispielsweise Charlie Chaplin entstanden, zeichnete eine respektlose, anarchistische Komik aus, deren Tabulosigkeit in den 1960er Jahren den Weg für spätere Zeichner ebnete, die in ihre Mangas für Jugendliche Sex und Gewalt einbrachten. Neben Osomatsu-kun ist vor allem Tensai Bakabon, an dem er ab 1967 für diverse Magazine arbeitete, bekannt geworden. In diesem Werk geht es um ein idiotisches Vater-Sohn-Paar. 1970 wurde Nyarome, eine Nebenfigur aus seinem Gag-Manga Mōretsu Atarō, bei den Mitgliedern der aktivistischen Studentenorganisation Zengakuren populär. Assistenten Akatsukas wie Kazuyoshi Torii und Mitsutoshi Furuya wurden ebenfalls erfolgreiche Gag-Mangaka.
Ebenfalls 1962 begann er auch eine erfolgreiche Manga-Serie für jugendliche Mädchen im Ribon-Magazin, Himitsu no Akko-chan. Diese war einer der ersten Magical-Girl-Mangas. In dem Manga bekommt die Fünftklässlerin Akko von der Königin des Spiegellandes magische Kräfte verliehen. Himitsu no Akko-chan wurde, wie auch einige andere Werke Akatsukas, mehrfach als Anime-Fernsehserie umgesetzt.
Akatsuka war mit der Zeit auch als Schriftsteller und Filmproduzent tätig und förderte mit seiner Firma Fujio Productions Gag-Zeichner. Seit 1974 vergibt Shūeisha halbjährlich den Akatsuka-Preis an junge Comiczeichner im Gag-Manga-Bereich.
Ab April 2002 litt er an einer intrazerebralen Blutung. 2008 starb er im Alter von 72 Jahren an einer Lungenentzündung in einem Tokioter Krankenhaus.

## Auszeichnungen
- 1965: Shōgakukan-Manga-Preis für Osomatsu-kun
- 1971: Bungei-Shunjū-Manga-Preis für Tensai Bakabon
- 1997: Preis der Vereinigung japanischer Comiczeichner für sein Lebenswerk

## Werke (Auswahl)
- Arashi o koete (嵐をこえて), 1956
- Osomatsu-kun (おそ松くん), 1962–1969, 1972–1973, 1987–1990
- Himitsu no Akko-chan (ひみつのアッコちゃん), 1962–1965, 1968–1969, 1988–1989
- Tensai Bakabon (天才バカボン), 1967–1978, 1987–1992
- Mōretsu Atarō (もーれつア太郎), 1967–1970, 1990–1991
- Rettsu Ragon (レッツラゴン), 1971–1974
- Gag Guerilla (ギャグゲリラ), 1972–1982
- Groove High, 1995–1999, 1997–2001
- Groove High: Neues leben, 2002–2003